# Kerang (Batu Brak)
Kerang is een bestuurslaag in het regentschap Lampung Barat van de provincie Lampung, Indonesië. Kerang telt 543 inwoners (volkstelling 2010).